# Monte Tana
Il monte Tana è un complesso vulcanico che forma la parte orientale dell'isola di Chuginadak nelle Isole Aleutine. Opposto al vulcano attivo Cleveland, che compone la parte occidentale dell'isola, il monte Tana è storicamente inattivo e coperto da numerosi ghiacciai e nevi perenni che nel tempo hanno prodotto profonde solcature sui fianchi del complesso vulcanico.